# Louis de Senarclens
Louis de Senarclens, abbé de l'abbaye du lac de Joux de 1341 à 1370, est le fils cadet du chevalier Jean de Senarclens, seigneur de Vinzel. 

## Biographie

### Vingtième abbé de l'Abbaye du Lac de Joux
En 1336, Louis de Senarclens est élu vingtième abbé de l'Abbaye du Lac de Joux. Son élection a suivi la mort scandaleuse de l'abbé précédent Humbert, qui a été empoisonné par le prieur Jean Cuastron, un rival jaloux. Louis de Senarclens monta donc à l'abbatiat pendant une période tendue pour le monastère, et fit face aux défis de maintenir son autorité, de restaurer la réputation de l'abbaye, et bien sûr, de rester en vie. Louis a largement réussi dans ces buts, restant dans sa position pendant plus de trois décennies jusqu'à sa mort en 1370.

### Vente de la Vallée de Joux
En 1344, La Vallée de Joux est vendue par François, seigneur de Sarraz, chevalier, fils d'Aymon de La Sarraz à Louis de Savoie, seigneur de Vaud. Louis de Senarclens n'intervint pas dans cette vente, car elle ne l'affectait qu'indirectement son abbaye. Louis de Savoie accorda à l'abbaye des lettres spéciales de protection, d'abord en 1344, juste après la vente, puis de nouveau en 1348. L'abbaye détenait des terres dans la vallée comme fief du prince de Savoie, exerçant ainsi une influence considérable sur le territoire environnant. À la mort de Louis de Savoie en 1350, sa veuve Isabelle de Châlons et sa fille Cathérine de Savoie s'assurent que Louis de Senarclens et l'abbaye du Lac de Joux continuent d'occuper le territoire de la Combe du Lieu, à l'ouest de La Vallée. Les habitants de la région étaient des sujets de l'abbaye, « les Hommes du couvent ». L'accès de l'abbaye aux terres environnantes, aux ressources et au travail était essentiel pour sa survie et son succès continu.

### Legs à l'Abbaye
D'autres membres de la famille de Senarclens sont mentionnés dans les sources disponibles. Il était de coutume pour les familles nobles de faire des dons et des legs aux monastères où ils avaient des liens (par exemple un monastère qu'ils avaient fondé, ou un monastère où ils avaient des parents vivant). En conséquence, Aymonette, sœur de l'abbé Louis de Senarclens, légua un bien à l'abbaye dans son testament. Comme le note Frédéric de Gingins-la-Sarra, «C'est ainsi que les pieuses libéralités des fidèles augmentaient sans cesse la fortune de l'abbaye, qui rejaillissait sur le bien-être de ses nombreux ressortissants."

### Agressions
En tant qu'abbé, Louis de Senarclens était chargé de défendre l'abbaye contre les agresseurs extérieurs, tels que ceux qui sont arrivés dans la nuit du 10 août 1364, ont ouvert les portes, blessé plusieurs moines et volé du bétail et d'autres objets: "Une troupe de gens de la terre de Romainmotier vint en armes assaillir le monastère du Lac de Joux, en brisa les portes, maltraita les religieux de propos et de faits, blessa grièvement quelques-uns d’entr’eux, et se retira en enlevant plusieurs pièces de bétail et d’autres effets. L’abbé Louis porta plainte contre les fauteurs de cet attentat sacrilège au tribunal du bailliage de Vaud siégeant à Moudon; il demandait la punition exemplaire des coupables et mille florins de dommages-intérêts."
À travers de tels épisodes, on peut voir l'implication de l'abbé dans les affaires du monde malgré son retrait de la vie paisible et contemplative du cloître. La vie monastique était rarement aussi isolée qu'elle apparaît souvent dans l'imagination populaire. Au contraire, comme nous pouvons le voir à travers Louis de Senarclens, les abbés ont participé à des négociations avec des aristocrates laïcs, ont repoussé des assaillants et ont porté plainte devant le tribunal.

### Fin de vie
Louis de Senarclens sera retenu comme un dirigeant efficace qui a montré une expertise à la fois spirituelle et pragmatique. Dans l'estimation de Frédéric de Gingins-la-Sarra, il nourrit le dévouement religieux de ses moines, élève le statut et la réputation de l'abbaye, et gère habilement ses relations avec les nobles laïcs importants, particulièrement ceux de Savoie : « Quant à Louis de Senarclens abbé de Lac de Joux, il décéda l’année suivante [1370], après avoir gouverné son couvent pendant plus de trente ans. Sous le régime ferme, quoique modéré, de cet abbé le monastère était rentré définitivement dans les habitudes de piété et de discipline religieuse dont le relâchement momentané avait conduit sa congrégation au penchant de sa ruine et scandalisé l’opinion des fidèles: par une administration bien entendue, il avait rétabli la fortune du couvent, et par l’habileté avec laquelle il usa de son crédit auprès des princes de Savoie, il avait élevé les abbés du Lac au rang de seigneurs et de vassaux immédiats du souverain, soit à La Vallée soit à Mont-la-Ville ».